# Cigar
Cigar (1990-2014) est un cheval de course né aux États-Unis, fils de Palace Music et de Solar View, par Seattle Slew. membre du Hall of Fame des courses américaines, il a été élu deux fois cheval de l'année en 1995 et 1996.

## Carrière de courses
Cigar est né le 18 avril 1990 dans l’un des plus vieux haras américains, Country Live Farm, dans le Maryland. Néanmoins, c’est sur le dirt californien qu’il fait ses débuts en 1993, n’ayant pas couru à 2 ans. Sous les couleurs d’Allen E.Paulson (le propriétaire d’Arazi) le poulain se révèle un compétiteur très ordinaire. Son entraîneur, Alex Hassinger, tente de l’aligner sur le gazon, sans plus de succès. Après deux victoires et $ 90 000 dollars de gains, il revient sur ses terres d’origines en 1994, passant sous les ordres d’un grand entraîneur de la côte Est Bill Mott, qui le met au repos jusqu’en juillet. De retour sur les pistes, Cigar ne convainc pas plus de ce côté du continent. Bill Mott tente alors de lui donner une dernière chance en le faisant revenir sur le dirt. Surprise : il s’impose brillamment sur l’hippodrome d’Aqueduct (à New York) dans un groupe 1, le NYRA Mile, devant un lot de qualité. Fin 1994, ses gains s'élèvent seulement à 270 000 dollars.
C’est donc en 1995 seulement, à 5 ans, que Cigar explose. Il grimpe rapidement la hiérarchie et aligne les victoires. Il reste invaincu toute l’année, monté par Jerry Bailey. 10 courses, 10 victoires, parmi lesquelles le Pimlico Special, la Jockey Club Gold Cup, la Hollywood Gold Cup ou les Woodward Stakes. 1995 s’achève sur un triomphe dans la Breeders' Cup Classic, où il abaisse le record de la course à 1’59’’58 sur les 2012 m de Belmont Park. Il est élu cheval de l'année aux États-Unis, le titre suprême. Ses gains dépassent cette fois les 5 millions de dollars.
En 1996, Cigar poursuit son épopée, restant invaincu des mois durant. En début d’année, il se produit pour la seule fois de sa carrière en dehors du continent américain, en allant cueillir la Dubaï World Cup. L’entourage du champion vise alors le vieux record de Citation, qui en 1950 avait remporté une 16e victoire d'affilée. Malice du destin, il égale cet exploit dans l’Arlington Citation Challenge, mais ne parvient pas à faire mieux, étant devancé par l'outsider français Dare And Go dans les Pacific Classic Stakes à Del Mar, en Californie. Il remporte encore les Woodward Stakes par la suite, mais doit baisser pavillon pour les deux dernières courses de sa carrière, ne parvenant pas à conserver ses couronnes dans la Jockey Club Gold Cup (devancé par le champion des 3 ans Skip Away) et la Breeders' Cup Classic, disputé cette année-là sur l’hippodrome canadien de Woodbine, où il fait ses adieux en terminant 3e, battu d’un rien par Alphabet Soup et Louis Quatorze. Néanmoins, Cigar est à nouveau désigné cheval de l'année, et Timeform lui accorde un rating exceptionnel de 138. Accessoirement, il était devenu le cheval le plus riche de l’histoire des courses américaines, ayant accumulé près de 10 millions de dollars de gains (record battu depuis par Curlin, California Chrome et Arrogate). 

### Résumé de carrière
| Date         | Hippodrome      | Pays        | Course                       | Statut      | Distance    | Jockey        | Place       | Écart       | Vainqueur ou deuxième |
| 1993, 3 ans  | 1993, 3 ans     | 1993, 3 ans | 1993, 3 ans                  | 1993, 3 ans | 1993, 3 ans | 1993, 3 ans   | 1993, 3 ans | 1993, 3 ans | 1993, 3 ans           |
| ------------ | --------------- | ----------- | ---------------------------- | ----------- | ----------- | ------------- | ----------- | ----------- | --------------------- |
| 21 février   | Santa Anita     | États-Unis  | Maiden                       |             | 1 200 m     | P. Valenzuela | 7e / 9      |             | Demigod               |
| 9 mai        | Hollywood Park  | États-Unis  | Maiden                       |             | 1 200 m     | P. Valenzuela | 1er / 6     | 2 ¼         | Golden Slewpy         |
| 23 mai       | Hollywood Park  | États-Unis  | Allowance                    |             | 1 700 m     | P. Valenzuela | 4e / 12     |             | Pleasedontexplain     |
| 12 juin      | Hollywood Park  | États-Unis  | Allowance                    |             | 1 700 m     | P. Valenzuela | 3e / 10     |             | Nonproductiveasset    |
| 18 août      | Del Mar         | États-Unis  | Allowance                    |             | 1 700 m     | C. McCarron   | 1er / 10    | 2 ¾         | Our Motion Granted    |
| 3 septembre  | Del Mar         | États-Unis  | Allowance                    |             | 1 600 m     | C. McCarron   | 2e / 6      | 1/2         | Kingdom of Spain      |
| 25 septembre | Bay Meadows     | États-Unis  | Ascot Handicap               | Gr. 3       | 1 700 m     | P. Valenzuela | 3e / 11     |             | Siebe                 |
| 5 novembre   | Santa Anita     | États-Unis  | Volante Handicap             | Gr. 3       | 1 800 m     | P. Valenzuela | 2e / 9      | 2           | Eastern Memories      |
| 20 novembre  | Hollywood Park  | États-Unis  | Hollywood Derby              | Gr. 1       | 1 800 m     | P. Valenzuela | 11e / 14    |             | Explosive Red         |
| 1994, 4 ans  |                 |             |                              |             |             |               |             |             |                       |
| 8 juillet    | Belmont Park    | États-Unis  | Allowance                    |             | 1 700 m     | M. Smith      | 4e / 5      |             | Dancing Hunter        |
| 8 août       | Saratoga        | États-Unis  | Allowance                    |             | 1 800 m     | M. Smith      | 3e / 8      |             | My Mogul              |
| 16 septembre | Belmont Park    | États-Unis  | Allowance                    |             | 1 600 m     | J. Bailey     | 7e / 11     |             | Jido                  |
| 7 octobre    | Belmont Park    | États-Unis  | Allowance                    |             | 1 600 m     | J. Clone      | 3e / 6      |             | Unaccounted For       |
| 28 octobre   | Aqueduct        | États-Unis  | Allowance                    |             | 1 600 m     | J. Bailey     | 1er / 6     | 8           | Golden Plover         |
| 26 novembre  | Aqueduct        | États-Unis  | NYRA Mile                    | Gr. 1       | 1 600 m     | J. Bailey     | 1er / 12    | 7           | Devil His Due         |
| 1995, 5 ans  |                 |             |                              |             |             |               |             |             |                       |
| 22 janvier   | Gulfstream Park | États-Unis  | Allowance                    |             | 1 700 m     | J. Bailey     | 1er / 8     | 2           | Upping The Ante       |
| 11 février   | Gulfstream Park | États-Unis  | Donn Handicap                | Gr. 1       | 1 800 m     | J. Bailey     | 1er / 9     | 5 ½         | Primitive Hall        |
| 5 mars       | Gulfstream Park | États-Unis  | Gulfstream Park Handicap     | Gr. 1       | 2 000 m     | J. Bailey     | 1er / 11    | 7 ½         | Pride of Burkaan      |
| 15 avril     | Oaklawn Park    | États-Unis  | Oaklawn Handicap             | Gr. 1       | 1 800 m     | J. Bailey     | 1er / 7     | 2 ½         | Silver Goblin         |
| 13 mai       | Pimlico         | États-Unis  | Pimlico Special              | Gr. 2       | 1 900 m     | J. Bailey     | 1er / 6     | 2 ¼         | Devil His Due         |
| 3 juin       | Suffolk Downs   | États-Unis  | Massachusetts Handicap       | Gr. 2       | 1 800 m     | J. Bailey     | 1er / 6     | 4           | Poor But Honest       |
| 2 juillet    | Hollywood Park  | États-Unis  | Hollywood Gold Cup           | Gr. 1       | 2 000 m     | J. Bailey     | 1er / 8     | 3 ½         | Tinners Way           |
| 16 septembre | Belmont Park    | États-Unis  | Woodward Stakes              | Gr. 1       | 1 800 m     | J. Bailey     | 1er / 6     | 2 ¾         | Star Standard         |
| 7 octobre    | Belmont Park    | États-Unis  | Jockey Club Gold Cup         | Gr. 1       | 2 000 m     | J. Bailey     | 1er / 7     | 1           | Unaccounted For       |
| 28 octobre   | Belmont Park    | États-Unis  | Breeders' Cup Classic        | Gr. 1       | 2 000 m     | J. Bailey     | 1er / 11    | 2 ½         | L'carriere            |
| 1996, 6 ans  |                 |             |                              |             |             |               |             |             |                       |
| 10 février   | Gulfstream Park | États-Unis  | Donn Handicap                | Gr. 1       | 1 800 m     | J. Bailey     | 1er / 8     | 2           | Wekiva Springs        |
| 27 mars      | Nad Al Sheba    | Dubaï       | Dubaï World Cup              | Gr. 1       | 2 000 m     | J. Bailey     | 1er / 11    | 1 ½         | Soul of The Matter    |
| 1er juin     | Suffolk Downs   | États-Unis  | Massachusetts Handicap       | Gr. 2       | 1 800 m     | J. Bailey     | 1er / 6     | 2 ¼         | Personal Merit        |
| 13 juillet   | Arlington Park  | États-Unis  | Arlington Citation Challenge |             | 1 800 m     | J. Bailey     | 1er / 10    | 3 ½         | Dramatic Gold         |
| 8 octobre    | Del Mar         | États-Unis  | Pacific Classic              | Gr. 1       | 2 000 m     | J. Bailey     | 2e / 6      | 3 ½         | Dare And Go           |
| 14 septembre | Belmont Park    | États-Unis  | Woodward Stakes              | Gr. 1       | 1 800 m     | J. Bailey     | 1er / 5     | 4           | L'carriere            |
| 5 octobre    | Belmont Park    | États-Unis  | Jockey Club Gold Cup         | Gr. 1       | 2 000 m     | J. Bailey     | 2e / 6      | tête        | Skip Away             |
| 26 octobre   | Woodbine        | Canada      | Breeders' Cup Classic        | Gr. 1       | 2 000 m     | J. Bailey     | 3e / 13     | 1/4         | Alphabet Soup         |

### Récompenses
- Cheval de l'année aux États-Unis 1995 & 1996
- Cheval d'âge de l'année aux États-Unis : 1995 & 1996
- Élu meilleur cheval américain des années 1990
- Admis au Hall of Fame des courses américaines dès 2002, sa première année d’éligibilité.
- Dans le classement des 100 meilleurs chevaux de l'histoire des courses américaines au XXe siècle établi par le magazine Blood-Horse, Cigar occupe le 18e rang.
- Une statue de bronze grandeur nature de Cigar est érigée sur l’hippodrome de Gulfstream Park, en Floride.
- Le NYRA Mile, une course de groupe 1 courue en novembre à Aqueduct remportée par Cigar en 1994, est renommée le Cigar Mile Handicap.

## Au haras
Cigar se révéla totalement infertile au haras. Il passa sa retraite au Kentucky Horse Park’s Hall of Champions à Lexington, aux côtés d'anciennes gloires comme John Henry. Il s'y est éteint le 7 octobre 2014. 

## Origines
Cigar est un fils du Français Palace Music. Appartenant à Nelson Bunker Hunt et entraîné par Patrick Biancone, celui-ci connut son heure de gloire à 3 ans en remportant les Champion Stakes sous la monte d'Yves Saint-Martin, après avoir conclu deuxième du Prix Jacques Le Marois. À 5 ans, Palace Music fut envoyé aux États-Unis où il s'est encore imposé au niveau groupe 1, dans le John Henry Handicap, et prit l'accessit d'honneur dans la Breeders' Cup Mile de Last Tycoon. Cigar a bien aidé son père à remporter le titre de tête de liste des étalons en 1995, mais Palace Music a connu un réel succès, pour le moins international puisqu'il a essaimé en Océanie où il est exporté en 1990, au Japon où il a officié un an, et même en Afrique du Sud, où on lui doit le champion local Palace Line. Palace Music est mort en 2008, en Australie. 
Solar View, la mère de Cigar, fille du crack Seattle Slew, n'avait pas montré grand chose en compétition. Mais elle s'est rattrapée au haras en donnant, outre Cigar, plusieurs vainqueurs dont Mulca, qui a remporté deux groupe 2 à Porto-Rico et Corridora Slew, à son tour mère de Laura's Lucky Boy, troisième notamment du Clement L. Hirsch Memorial Turf Championship Stakes (Gr.1). Les succès de Cigar ont fait tourner les têtes puisqu'en 2000 des éleveurs déboursent 1,3 million de dollars pour s'offrir sa mère pleine de Deputy Minister et alors âgé de 18 ans, un âge avancé pour une poulinière. Le produit d'ailleurs n'a jamais couru et Solar View mourut en 2004 sans jamais avoir eu d'autres produits - un investissement en pure perte, donc. Solar View est issu d'une famille argentine et se réclame de sa mère Gold Sun, championne de sa génération en Argentine et importée aux États-Unis comme poulinière. Elle y a donné notamment Jungle Gold, qui fit une belle carrière en Europe, terminant deuxième des 1000 Guinées irlandaises.

### Pedigree
| Origines de Cigar (USA), mâle bai né en 1990 | Origines de Cigar (USA), mâle bai né en 1990 | Origines de Cigar (USA), mâle bai né en 1990 | Origines de Cigar (USA), mâle bai né en 1990 |
| -------------------------------------------- | -------------------------------------------- | -------------------------------------------- | -------------------------------------------- |
| Père Palace Music                            | The Minstrel                                 | Northern Dancer                              | Nearctic                                     |
| Père Palace Music                            | The Minstrel                                 | Northern Dancer                              | Natalma                                      |
| Père Palace Music                            | The Minstrel                                 | Fleur                                        | Victoria Park                                |
| Père Palace Music                            | The Minstrel                                 | Fleur                                        | Flaming Page                                 |
| Père Palace Music                            | Come My Prince                               | Prince John                                  | Princequillo                                 |
| Père Palace Music                            | Come My Prince                               | Prince John                                  | Not Afraid                                   |
| Père Palace Music                            | Come My Prince                               | Come Hither Look                             | Turn-To                                      |
| Père Palace Music                            | Come My Prince                               | Come Hither Look                             | Mumtaz                                       |
| Mère Solar View                              | Seattle Slew                                 | Bold Reasoning                               | Boldnesian                                   |
| Mère Solar View                              | Seattle Slew                                 | Bold Reasoning                               | Reason to Earn                               |
| Mère Solar View                              | Seattle Slew                                 | My Charmer                                   | Poker                                        |
| Mère Solar View                              | Seattle Slew                                 | My Charmer                                   | Fair Charmer                                 |
| Mère Solar View                              | Gold Sun                                     | Solazo                                       | Beau Max                                     |
| Mère Solar View                              | Gold Sun                                     | Solazo                                       | Solar System                                 |
| Mère Solar View                              | Gold Sun                                     | Jungle Queen                                 | Claro                                        |
| Mère Solar View                              | Gold Sun                                     | Jungle Queen                                 | Agrippine (famille 2-g)                      |